# Cetoraz
Cetoraz (deutsch Zetoras) ist eine Gemeinde in Tschechien. Sie liegt vier Kilometer südwestlich von Pacov und gehört zum Okres Pelhřimov.

## Geographie
Cetoraz befindet sich in der Böhmisch-Mährischen Höhe auf einer Anhöhe über den Tälern der Bäche Cetorazský potok, Oborský potok und Vodický potok. Nordöstlich erhebt sich der Cetoraz (629 m), im Osten der Pacovský les (600 m). Durch den Ort führt die Staatsstraße 129 von Prasetín nach Pacov.
Nachbarorte sind U Kubíků und Bedřichov im Norden, Pacov im Nordosten, Propad und Důl im Osten, Červený Mlýn, Eš und Šimpach im Südosten, Dvořiště und Obrataň im Süden, Hrobská Zahrádka, Prasetín und Hůrka im Südwesten, Kozlov, Blatiny, Malešín, Vodice, Valcha und Hadovky im Westen sowie Malá Rovná im Nordwesten.

## Geschichte
Erstmals urkundlich erwähnt wurde das Dorf im Jahre 1307. Seit 1384 ist Cetoraz Pfarrort.
Nach der Aufhebung der Patrimonialherrschaften bildete Cetoraz/Zetoras ab 1850 eine Gemeinde in der Bezirkshauptmannschaft Pelhřimov. 1947 wurde das Dorf dem Okres Pacov zugeordnet. Seit dessen Aufhebung im Jahre 1961 gehört Cetoraz wieder zum Okres Pelhřimov.

## Gemeindegliederung
Für die Gemeinde Cetoraz sind keine Ortsteile ausgewiesen. Zu Cetoraz gehören die Ansiedlungen U Kubíků und Valcha.

## Sehenswürdigkeiten

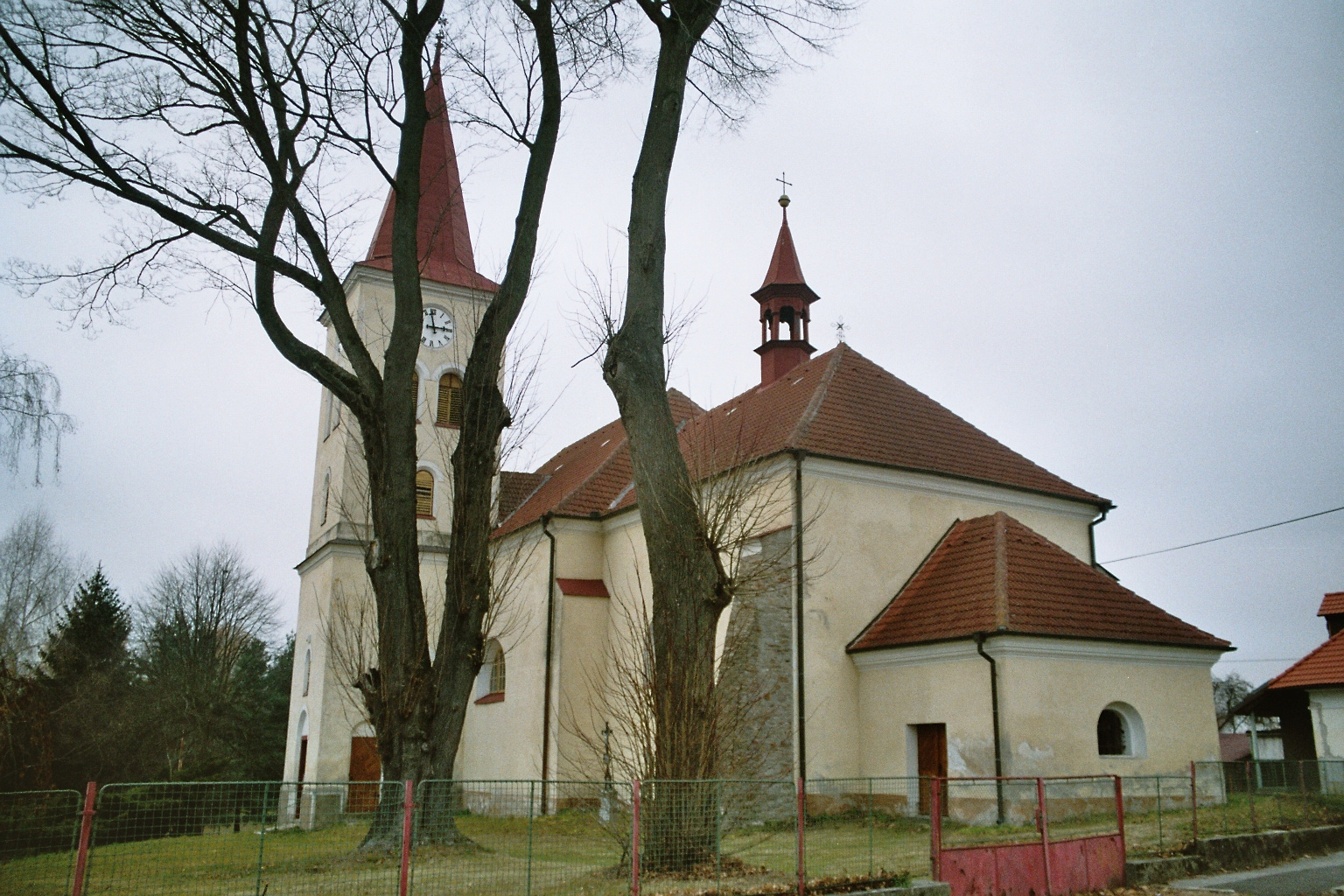
Kirche des hl. Wenzel

- Kirche des hl. Wenzel, sie ist seit 1384 als Pfarrkirche nachweisbar. Zum Ende des 17. Jahrhunderts wurde das ursprünglich gotische Bauwerk umgebaut. Der barocke Hauptaltar stammt aus dem Karmelitenkloster Pacov.
- Grabstätte der Familie Deym von Střítež auf dem Friedhof, klassizistischer Bau aus dem Jahre 1812
- Denkmal für die Opfer des Ersten Weltkriegs, auf dem Friedhof
- Pfarrhaus
- Teiche Valcha und Pilák, Erholungsgebiete
- Friedhof des deutschen Kriegsgefangenenlagers im Patzauer Wald bei Propad, östlich des Dorfes